# Rocambole

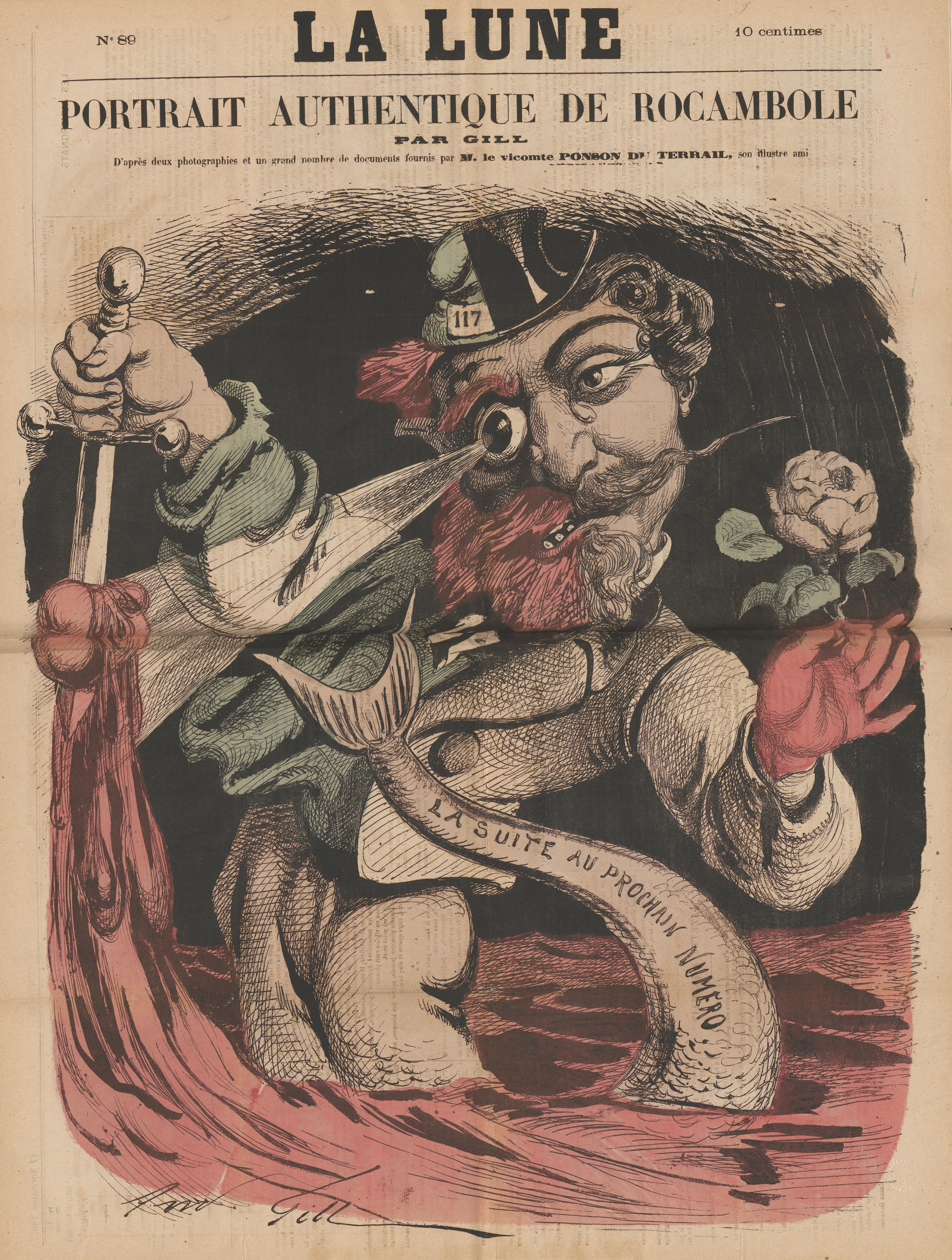
Portada del semanario-folletín La Lune (editado por Francis Polo, e ilustrado por André Gill), ejemplar del 11 de noviembre de 1867.

Rocambole es un personaje literario,  entre  un aventurero y un ladrón gentilhombre, creado por el prolífico escritor francés del siglo XIX Pierre Alexis Ponson du Terrail. Si bien casi olvidada por el público actual, la obra de Ponson du Terrail representa la transición entre la novela gótica y el folletín, y el héroe de ficción moderno de  la novela de aventuras. El término rocambolesco es una alusión al protagonista, e indica o señala algo extraordinario o inverosímil. En el siglo XX, Rocambole fue protagonista de varias películas y series de televisión, especialmente populares en Latinoamérica y, principalmente, de producción mexicana. El gran éxito de las novelas en su época hizo que el personaje tuviera continuidad en manos de diferentes autores: Contant Gueroult, Jules Cardoze, Frédéric Valade, Michel Honaker, o Leite Bastos.

## Descripción general
Rocambole es presentado inicialmente como un personaje negativo, que primero se alinea con un malvado, Sir Williams, para después asesinarlo y acabar en prisión. Sin embargo, a partir de la cuarta novela de la serie, el personaje sufre una drástica transformación; escapado de prisión y arrepentido de sus actos, se convierte en un héroe positivo: un ladrón ingenioso y caballeresco, que a modo de firma dejaba en el lugar de sus delitos una sota de corazones.
Sus rasgos y carácter anticipan a los héroes de la ficción moderna como Arsenio Lupin, Fantômas, Simon Templar, Doc Savage, o Superpato.

## Listado de las aventuras originales de Rocambole
- Los Dramas de París (Diario "La Patrie", 1857-1858)

La herencia misteriosa
Sor Luisa la hermana de la Caridad
El Club de los explotadores
Turquesa la pecadora
El Conde de Artoff
- Las Hazañas de Rocambole (Diario "La Patrie", 1858-1859)

Carmen la gitana
La Condesa de Artoff
La Muerte del Salvaje
La venganza de Bacará
- El Manuscrito del Dominó (Diario "La Patrie", 1860-1862)

Los Caballeros del Claro de Luna
La vuelta del Presidiario
El testamento del grano de sal
Daniela
- La Resurrección de Rocambole (Diario "Le Petit Journal", 1865-1866)

El Presidio de Tolón
La Cárcel de Mujeres
La pasada maldita
La casa de locos
¡Redención!
- La Última palabra de Rocambole (Diario "La Petite Presse", 1866-1867)

La taberna de la sangre
Los estranguladores
Historia de un crimen
Los millones de la gitana
La hermosa jardinera
Un drama en la India
Los tesoros del Rajah
- Las Miserias de Londres (Diario "La Petite Presse", 1867-1868)

La maestra de párvulos
El niño perdido
La jaula de los pájaros
El cementerio de los ajusticiados
La Señorita Elena
- Las demoliciones de París (Diario "La Petite Presse", 1869)

Los amores de Limosino
La Prisión de Rocambole
- La cuerda del ahorcado (Diario "La Petite Presse, 1870)

El loco de Bedlan
El hombre gris

## Películas, series y libros
- Rocambole: El ladrón de guantes blancos
- Rocambole contra la Secta del Escorpión
- Rocambole, teleserie
- Rocambole contra las mujeres arpía
- Rocambole, La Cámara Oscura
- Las hazañas de Rocambole (pdf)